# Linnahall

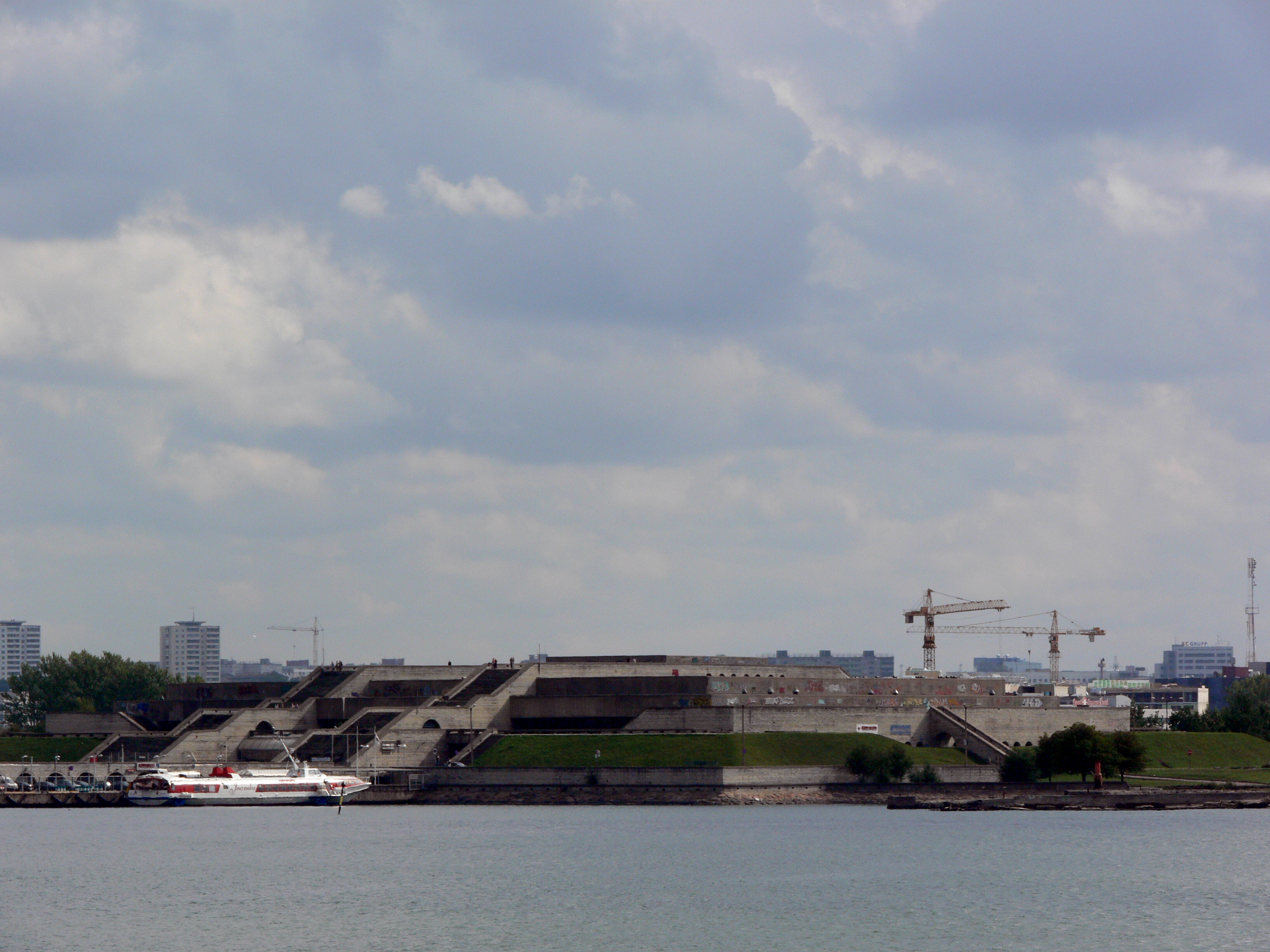
Linnahall nel 2006

Linnahall (in inglese City Hall) è un complesso sportivo situato a Tallinn, in Estonia. È posizionato presso il porto, appena alle spalle delle mura della città vecchia ed è stato completato nel 1980.

## Storia
Nel 1980 i Giochi della XXII Olimpiade vennero ospitati dall'Unione Sovietica, con sede a Mosca. Come città dell'entroterra, Mosca non era però adatta ad ospitare le gare di vela e dunque per queste specialità venne quindi prescelta Tallinn, la capitale della RSS Estone.
A parte la principale struttura per gli eventi di vela, il Pirita yachting centre, molte altre strutture sportive e di intrattenimento vennero costruite durante i preparativi per le olimpiadi.
Uno di questi, il V. I. Lenin Palazzo di Cultura e Sport, il quale più tardi venne rinominato -  Linnahall. Una grande struttura in cemento, il cui design, sebbene opera degli architetti estoni Raine Karp e Riina Altmäe, aveva un chiaro stampo sovietico. Dal restauro dell'indipendenza estone, l'edificio simbolo di un passato di occupazione sovietica, è fortemente trascurato.

## Galleria d'immagini

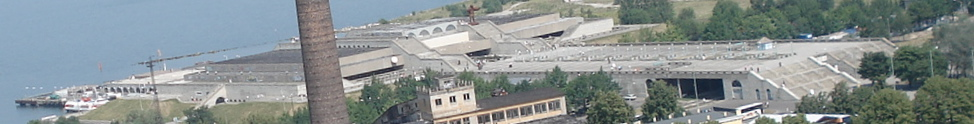
Linnahall
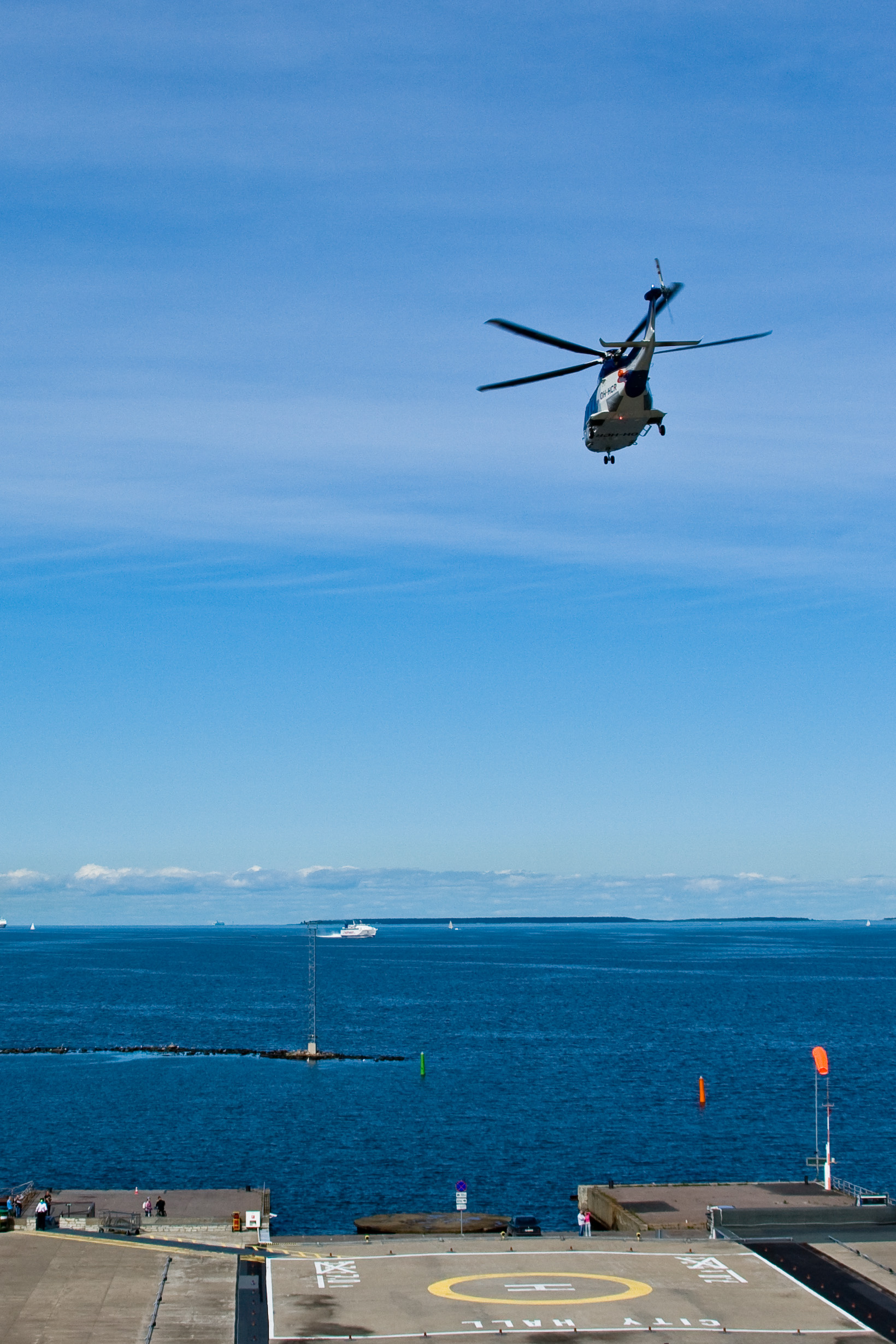
Tallinn Linnahall Heliport
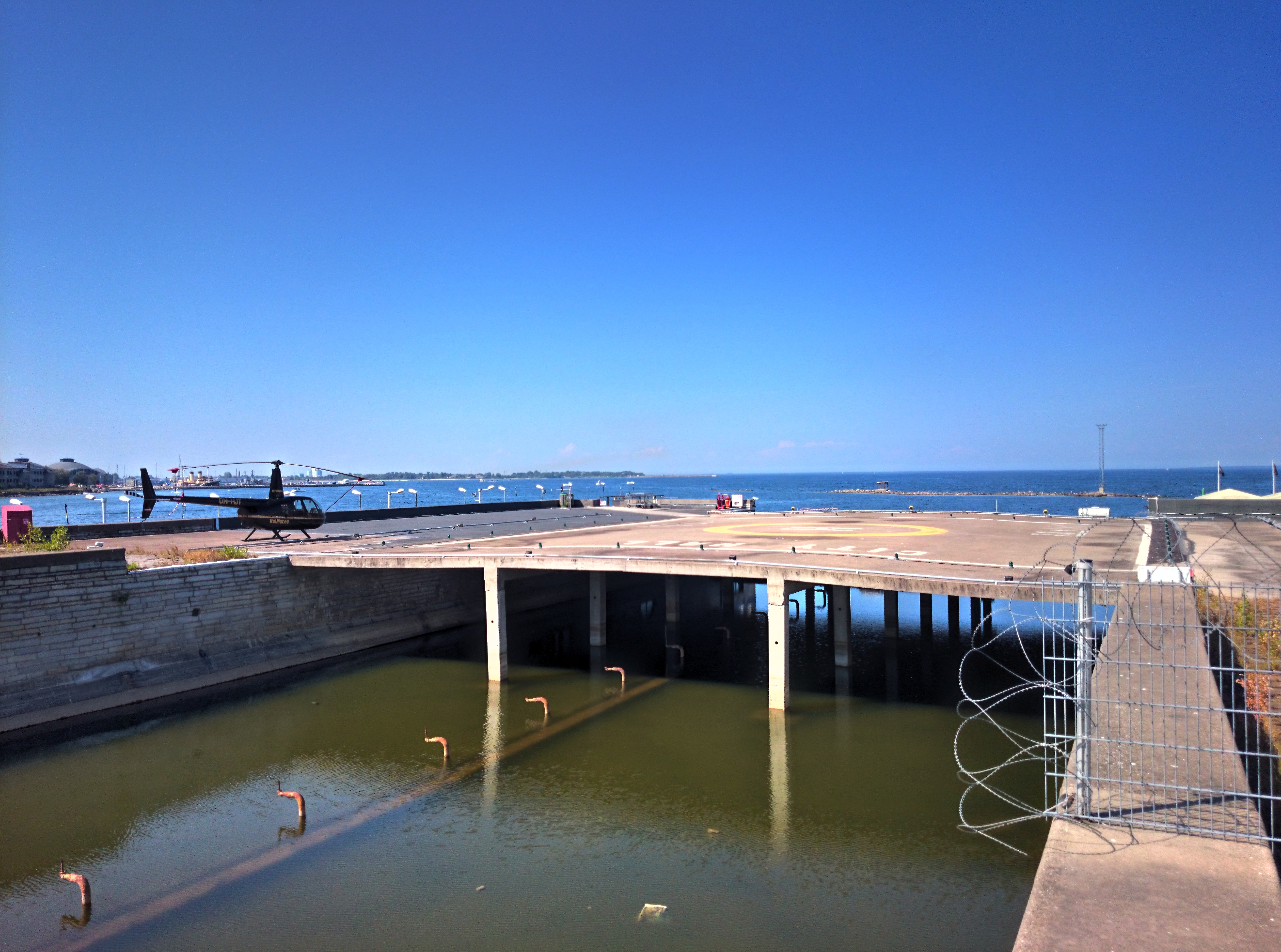
Elicottero appartenenti a Holmar OÜ, operatore aereo estone parcheggiato nel Tallinn Linnahall Heliport
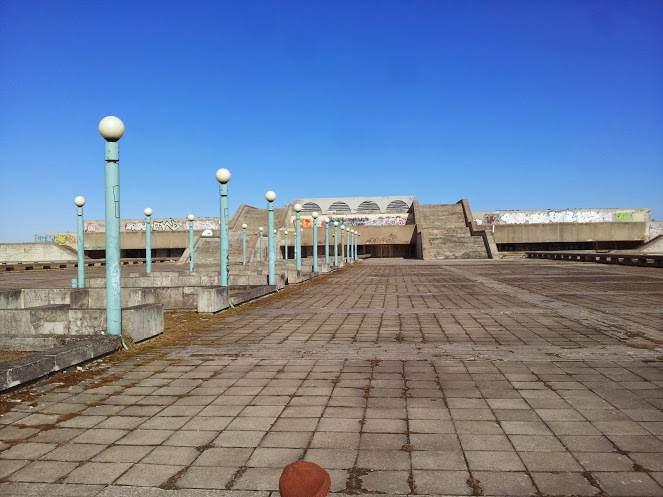
Linnahall visto dalla città
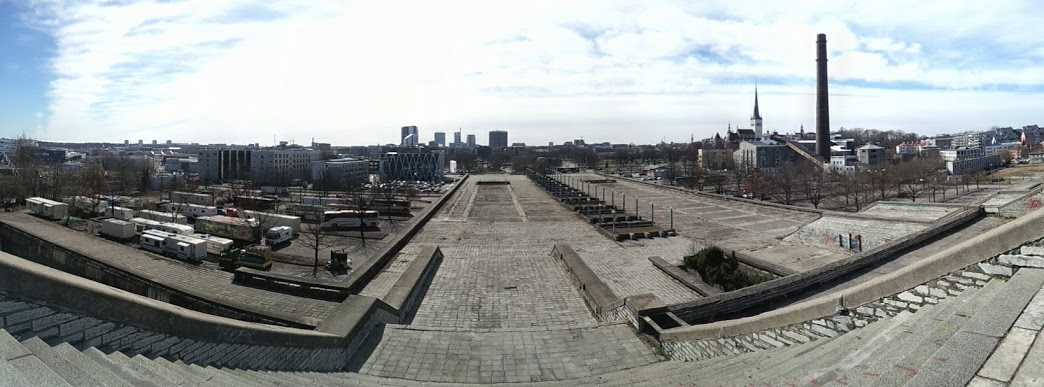
Linnahall panorama
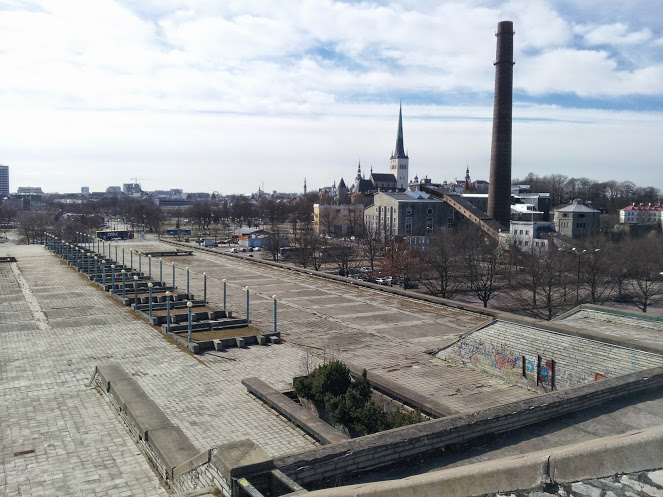
Linnahall guardando verso Tallinn
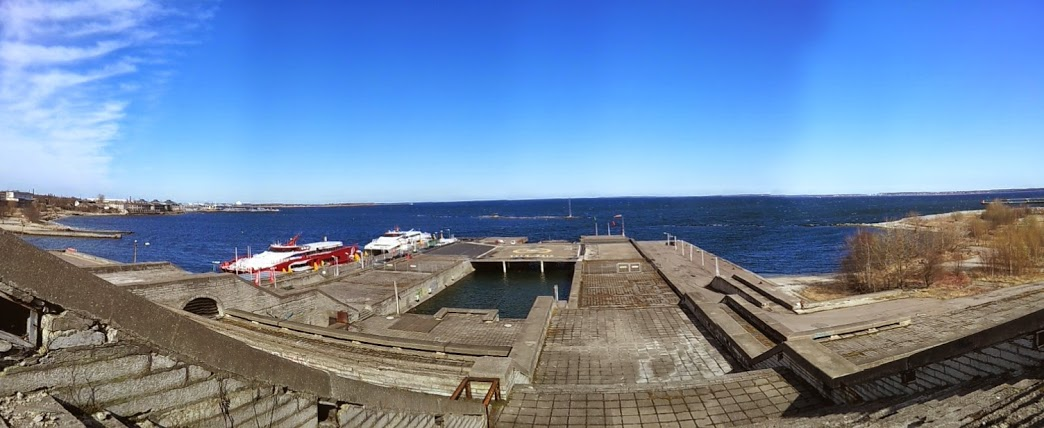
Linnahall panorama verso il porto
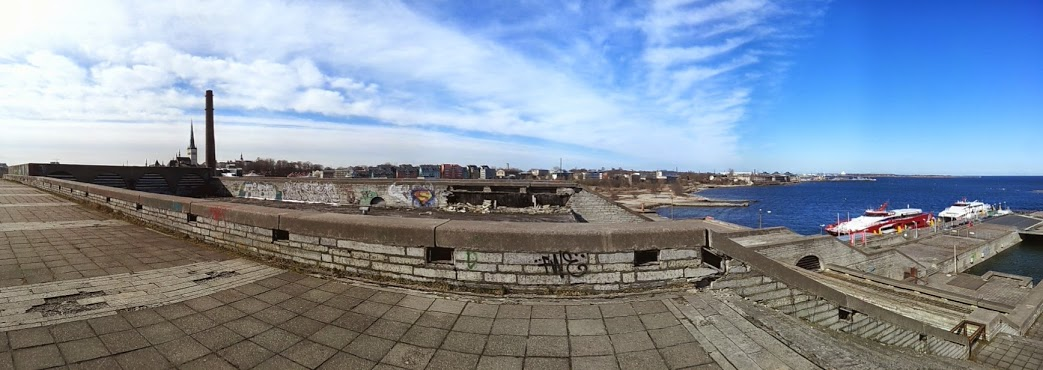
Linnahall
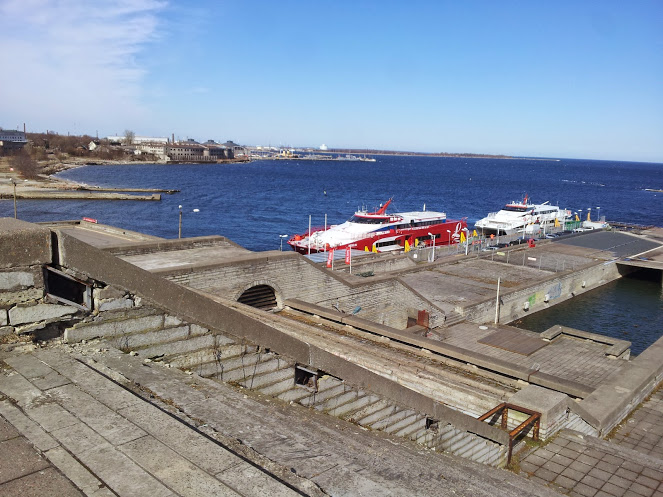
Traghetti veloci ancorati aLinnahall
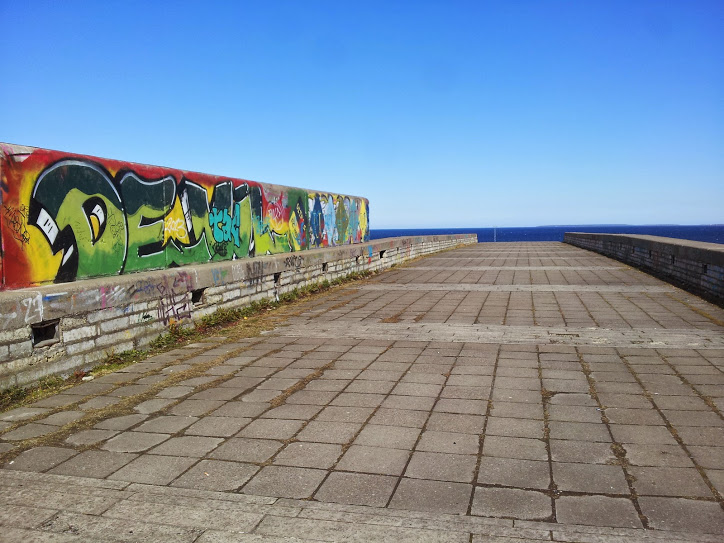
Graffiti a Linnahall
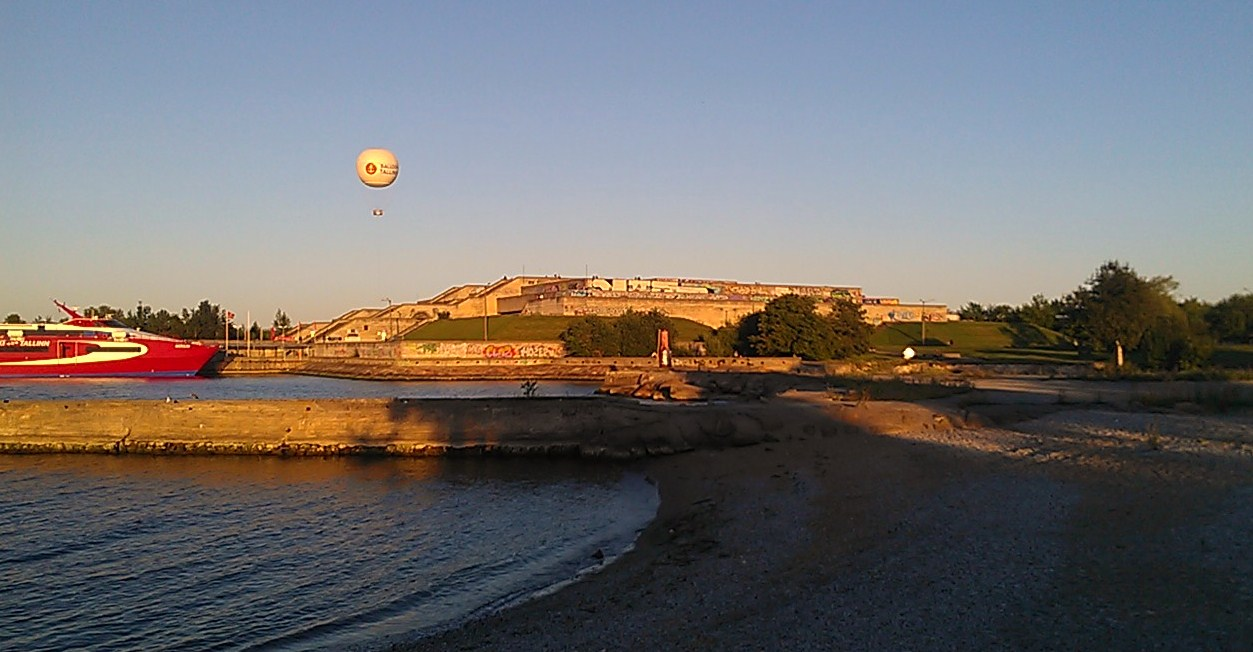
Linnahall visto da ovest